# Tomie: Forbidden Fruit
Tomie: Forbidden Fruit (富江 最終章 -禁断の果実-?, Tomie: Saishuu-shō - kindan no kajitsu) è un film del 2002, diretto da Shun Nakahara, ispirato dall'omonimo manga scritto e disegnato da Junji Itō.
È il quinto lungometraggio della serie Tomie, composta da altre sette pellicole. Per la sua interpretazione, Aoi Miyazaki vinse il premio come miglior nuovo talento ai Nikkan Sports Film Awards 2002.

## Trama
Tomie Hashimoto è una timida e goffa liceale costantemente maltrattata dalle compagne dei scuola. Vive insieme al padre e sogna di diventare una scrittrice. Un giorno, in una gioielleria, incontra una ragazza che si chiama Tomie Kawakami. Le due ragazze diventano presto amiche e Tomie invita la sua nuova amica a casa sua.
Una volta conosciuta la ragazza, il padre di Tomie, Kazuhiko, è sconvolto dalla perfetta somiglianza tra la nuova amica della figlia e un suo vecchio amore risalente ai tempi in cui frequentava il liceo. Tomie Kawakami gli confessa che effettivamente lei è quella ragazza, che era stata uccisa da un amico di Kazuhiko. Questi resta nuovamente ammaliato da Tomie e si innamora di lei.
Una sera, Tomie Kawakami induce Kazuhiko ad uccidere la figlia, ma l'uomo uccide lei, quindi fa' a pezzi il suo corpo e getta il cadavere su un fiume. La figlia si reca sul fiume e trova la testa di Tomie, che improvvisamente si mette a parlare. La ragazza prende la testa e la porta in un luogo nascosto, iniziando a prendersi cura di lei e portandola in giro su un passeggino e dentro una grande borsa. Il corpo di Tomie Kawakami si sta intanto rigenerando.
Mentre sono sulla terrazza di un palazzo, in seguito a una discussione, Tomie Hashimoto getta nel vuoto la testa dell'altra Tomie, quindi inizia a piangere. Tomie Kawakami si ripresenta davanti a Kazuhiko, ma viene uccisa nuovamente da Tomie. Padre e figlia portano il corpo di Tomie in una fabbrica dove si produce il ghiaccio e congelano Tomie, trasformandola in un grande cubo di ghiaccio. Tomie però è ancora viva, e ordina a Kazuhiko di rompere il ghiaccio. L'uomo compie l'azione, quindi bacia appassionatamente la ragazza. Successivamente, l'uomo chiude a chiave la figlia in una cella frigorifera e si allontana insieme a Tomie.
Tomie Hashimoto viene ritrovata quasi congelata da un inserviente della fabbrica. Una volta ripresasi torna a casa sua e apre un cassetto contenente un orecchio appartenente a Tomie.

## Riconoscimenti
- 2002 - Nikkan Sports Film Awards
  - Miglior nuovo talento (Aoi Miyazaki)

## Collegamenti ad altre pellicole
- In una sequenza le compagne di scuola di Tomie Kazuhiko paragonano la ragazza a Sadako Yamamura, protagonista di Ring 0: The Birthday, diretto da Norio Tsuruta nel 2000.